# Arundel Gardens
Pour les articles homonymes, voir Arundel.
Arundel Gardens est une rue et un carré de jardin communal à Notting Hill, à Londres, l'une des sept rues entre Ladbroke Grove et Kensington Park Road, dont cinq partagent un jardin commun entre elles. Il a été construit dans les années 1860, vers les étapes ultérieures du développement du Ladbroke Estate, auparavant dans l'arrière-pays rural de Londres . Parmi les anciens résidents de la rue, notons le psychologue Charles Samuel Myers, qui a inventé le terme d'obusite, et le chimiste Sir William Ramsay. 

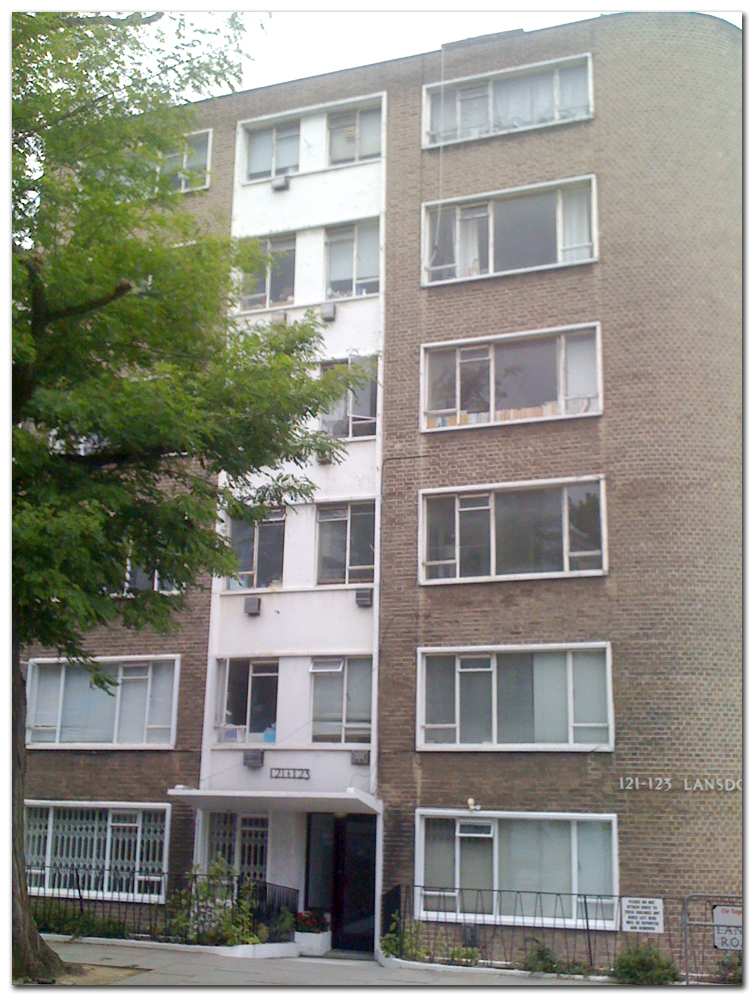
Construction moderne à Lansdowne Road. Le bâtiment d'origine a été bombardé pendant la Seconde Guerre mondiale

## Guerres mondiales
Pendant la Première Guerre mondiale, les jardins d'Arundel ont été touchés par une bombe d'un Zeppelin. Une foule en colère a attaqué l'Electric Cinema voisin, croyant que son manager d'origine allemande signalait aux attaquants du Zeppelin depuis le toit du cinéma . 
Pendant la Seconde Guerre mondiale, les jardins d'Arundel ont de nouveau souffert des bombardements. Une résidente locale, Vere Hodgson, a enregistré dans son journal en 1940: "Je suis allé voir les maisons de Lansdowne Road [à côté des jardins d'Arundel] qui l'ont attrapé. Juste des tas de décombres… juste au coin de Ladbroke Grove " . 

## Arundel Gardens aujourd'hui

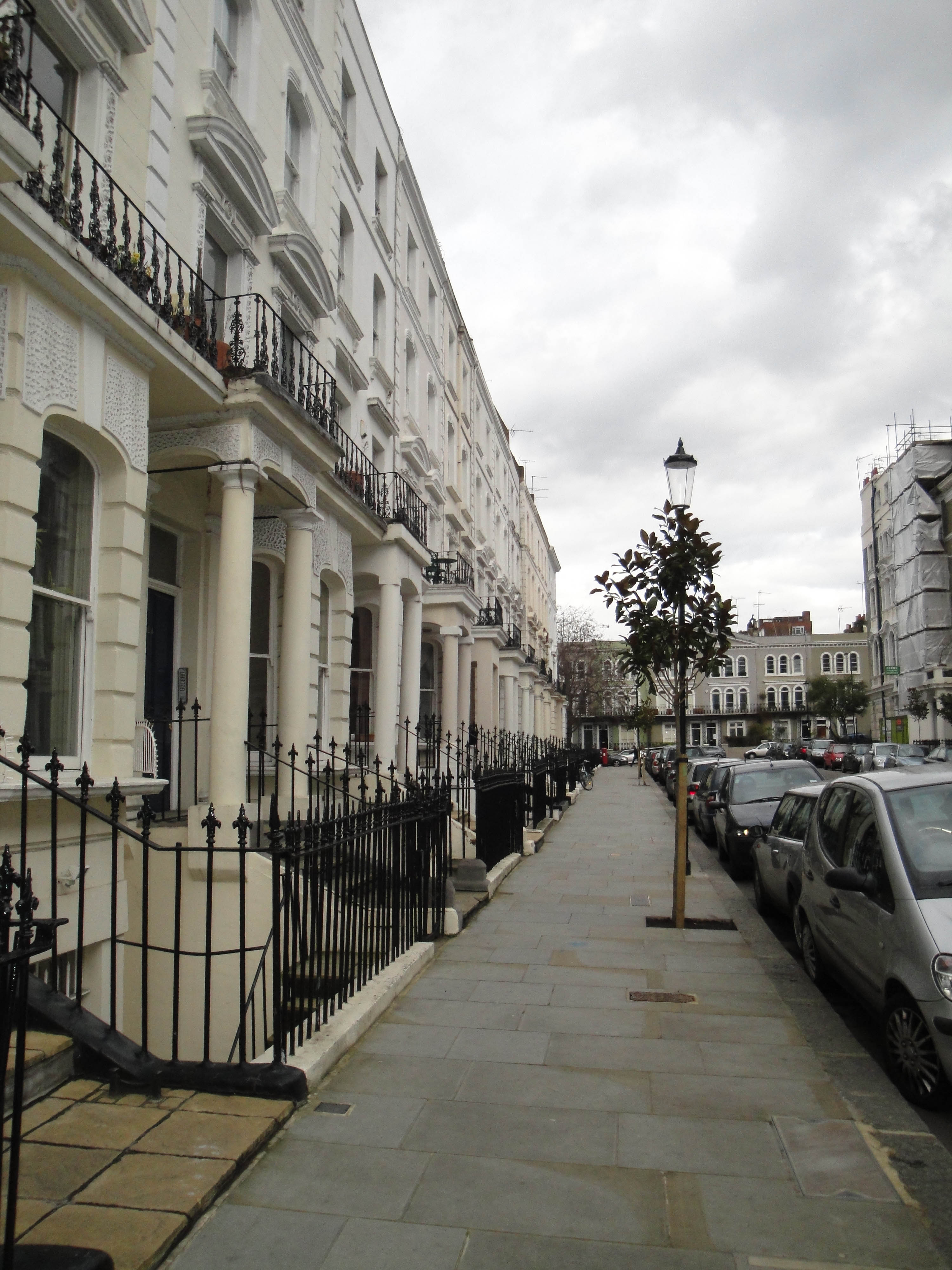
Jardins d'Arundel, mars 2010

Une vue des jardins d'Arundel est montrée dans le film de 1999 Coup de foudre à Notting Hill. 
L'itinéraire du carnaval de Notting Hill passe le long d'Arundel Gardens. 

## Résidents notables

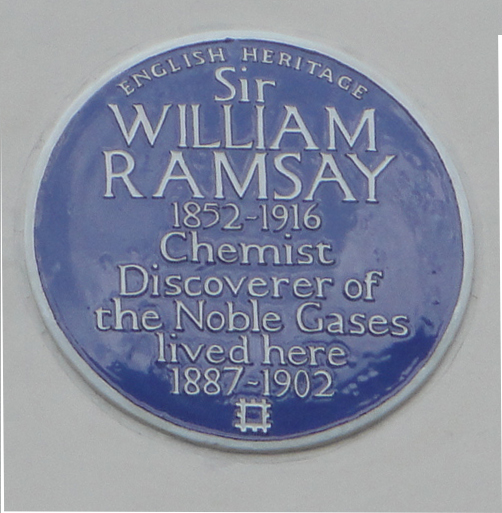
Plaque bleue au 12 Jardins Arundel commémorant l'œuvre de William Ramsay.

- Charles Samuel Myers (1873-1946), psychologue, a vécu au 27 Arundel Gardens quand il était enfant. Au recensement de 1881, il est répertorié comme un écolier de 8 ans vivant avec ses parents, quatre frères et quatre serviteurs[3]. Myers a inventé le terme choc d'obusite et a été cofondateur de la British Psychological Society et de l'Institut national de psychologie industrielle.
- Sir William Ramsay (1852-1916), a vécu au 12 Arundel Gardens de 1887 à 1902. Il a été professeur de chimie à l'University College de Londres et découvreur des gaz nobles Hélium, Néon, Argon, Krypton et Xénon, pour lesquels il a remporté le prix Nobel de chimie en 1904 (le premier scientifique britannique à être honoré de cette manière).
- Le producteur de disques Joe Meek y a vécu à la fin des années 1950[4].

## Remarques
1. ↑  Page at Ladbroke Association website Retrieved 7 February 2010
2. ↑  Hodgson, Vere, Few Eggs and No Oranges 1940-1945, published by Persephone Books
3. ↑  The National Archives of the Royaume-Uni (TNA): Public Record Office (PRO). Census Returns of England and Wales, 1881. Kew, Surrey, England. Class: RG11; Pièce: 42; Folio: 80; Page: 4; Line: ; GSU roll: 1341010
4. ↑  West London Observer, 11 octobre 1957.

## Voir également
- Liste des places de jardin à Londres
- Squares de Londres